# Дзадзвисмонастери
Дзадзвисмонастери (груз. ძაძვისმონასტერი) — село в Грузии, на территории Карельского муниципалитета края (мхаре) Шида-Картли.

## География
Село находится в центральной части Грузии, на левом берегу реки Гванана (бассейн Куры), на расстоянии приблизительно 10 километров (по прямой) к юго-западу от города Карели, административного центра муниципалитета. Абсолютная высота — 1097 метров над уровнем моря.

## Население
По результатам официальной переписи населения 2014 года постоянное население в Дзадзвисмонастери отсутствовало.
| Год  | Население, человек |
| ---- | ------------------ |
| 2002 | 0                  |
| 2014 | 0                  |